# Premios Casandra 1985
La primera entrega de los Premios Casandra, presentados por la Asociación de Cronistas de Arte (Acroarte), honrando lo mejor del arte de la República Dominicana durante 1984, tuvo lugar el 15 de abril de 1985 en el Cine Olimpia en la calle Palo Hincado de la Ciudad Colonial en Santo Domingo. Esta primera entrega se llevó a cabo bajo la presidencia del periodista dominicano Carlos T. Martínez. La ceremonia fue transmitida por Telesistema 11.
La noche fue amenizada por Joseíto Mateo, Juan Luis Guerra y 440 y el cantante puertorriqueño Wilkins.

## Nominados y ganadores
En esta entrega de los premios sólo hubo 12 categorías generales. Los ganadores están resaltados en negrita. El Soberano le fue entregado al esposo de Casandra Damirón, el compositor dominicano Luis Rivera.
| Cantante popular | Agrupación popular | Canción                                                                                   | Actor / Actriz de teatro |
| --- | --- | ----------------------------------------------------------------------------------------- | --- |
| - Anthony Ríos - Olga Lara - Vickiana | - Dionis Fernández - Rasputín - Aramis Camilo - Wilfrido Vargas - Alex Bueno - Grupo Félix - Bonny Cepeda                                             | - En mí más amor no cabe - Chepe - A mancha - La Distancia                                | - Onix Báez - Monina Solá - Carlota Carretero - Rafael Villalona - Amarilis Rodríguez                                                  |
| Locutor | Artista destacado en el extranjero | Obra de teatro                                                                            | Espectáculo del año |
| - Henry Pimentel - Yaqui Núñez - Julie Carlo - Héctor Olivo - Alexis Rubio - Osvaldo Cepeda y Cepeda - Reynaldo Balcacer - Héctor José Torres - Jesús Rivera | - Charytín - Ángela Carrasco - Wilfrido Vargas - Michel Camilo - Milly, Jocelyn y Los Vecinos - Oscar Luis Valdez Mena                                | - La Tía Beatriz - El Vuelo de la Paloma - Entre Alambradas - El Último Soldado de junio  | - Mi Vida - Realidad de un sueño - Dios los Cría y Ellos se Juntan                                                                     |
| Programa de televisión | Programa de radio | Comediante del año                                                                        | Artista clásico |
| - El Gordo de la Semana - El Show del Mediodía - Fiesta - Hoy Mismo - Especial Cultural - Otra Vez Con Yaqui                                                 | - Sábado Viejo - Como Cada Domingo - El Psiquiatra en su Hogar - 100 Canciones y Un Millón de Recuerdos - Gozando con Corporán - Serenata Continental | - Luisito Martí - Cuquín Victoria - Juan Carlos Pichardo - Héctor Sierra - Felipe Polanco | - Ivonne Haza - Oscar Luis Valdez Mena - Juan Fidel Gatreaux - Marianela Sánchez - Patricia Ascuasiati - Mirian Bello - Caonex Peguero |

## Incidentes
La producción tuvo muchos problemas para montar el evento, ya que existía oposición por parte de otros cronistas quienes tenían otra premiación. Los problemas económicos y las dificultades técnicas amenazaban con malograr la premiación.
La noche de la ceremonia, en un arranque de rabia por no haber ganado, el pianista dominicano Luis Oscar Valdez Mena le escupió en la cara a la cantante Ivonne Haza en el backstage.